# フォルクスワーゲン・ラヴィーダ
ラヴィーダ（Lavida、中国名：朗逸）は上海フォルクスワーゲン（上海VW）が中国市場向けに製造・販売している小型セダンである。
2008年の北京モーターショーで発表されたラヴィーダは2006年の北京モーターショーに出展されたNeeza（哪吒）コンセプトからボディデザインのテーマの多くを取り入れている。ラヴィーダは中国の合弁パートナーが開発を主導した最初の量販VW小型車として認識されている。フォルクスワーゲン・PQ34プラットフォームをベースとしており、（中国では一汽VWが製造する）ジェッタ/ボーラMk4とは兄弟関係にあたる。エンジンは当初1.6Lまたは2.0Lの2種類が用意された。
2009年の上海モーターショーで上海VWはラヴィーダ1.4 TSIスポーツを発表した。一汽VWのサギターTSI（ジェッタMk5）と共通のエンジンを搭載する。上海VWはまたラヴィーダのブルーモーションコンセプトも出展したが、こちらは市販が予定されていない。
2010年、上海VWは北京モーターショーにてe-ラヴィーダコンセプトを出展した。VWのEV世界戦略の一環である。
2011年には1.4 TSI車が新たに2グレード設定され、いずれも5速マニュアルまたは7速DSGが用意された。
2012年にモデルチェンジした。（ただし本項では旧モデルの説明のみを記載している。）